# Bezirk Köpenick
Der Bezirk Köpenick (bis 1990: Stadtbezirk Köpenick) ist ein ehemaliger Berliner Bezirk. Er wurde im Rahmen des Groß-Berlin-Gesetzes am 1. Oktober 1920 gegründet. Am 1. Januar 2001 wurde er mit seinem Nachbarbezirk zum Bezirk Treptow-Köpenick von Berlin zusammengeschlossen. Der Bezirk umfasste die heutigen Ortsteile Oberschöneweide, Grünau, Schmöckwitz, Müggelheim, Rahnsdorf, Friedrichshagen und den namensgebenden Ortsteil Köpenick.

## Geografie
Die namensgebende ehemals eigenständige Stadt Köpenick liegt an der Mündung der Dahme in die Spree. Die Spree verbindet den heutigen Ortsteil Köpenick mit dem Müggelsee. Kurz vor dem Zusammenfluss von Spree und Dahme liegt in der Dahme die Schlossinsel mit dem 2004 renovierten Köpenicker Schloss.
Der Bezirk Köpenick grenzte im Norden und Westen an die Berliner Bezirke Treptow, Lichtenberg, Marzahn und Hellersdorf sowie im Osten und Süden an die Landkreise Märkisch-Oderland, Oder-Spree und Dahme-Spreewald des Landes Brandenburg.

## Geschichte
Bereits zur Zeit der Slawen, die der Stadt mit Copnic (Inselort) den Namen gaben, standen am Zusammenfluss von Dahme und Spree Burgen. Im Jahr 1209 findet sich die erste Erwähnung in Dokumenten unter dem Namen Copenic. Als Hauptburg und Hauptansiedlung des slawischen Stammes der Sprewanen unter ihrem Fürsten Jaxa von Köpenick wurde es zum Besiedlungszentrum des Köpenicker Gebietes.

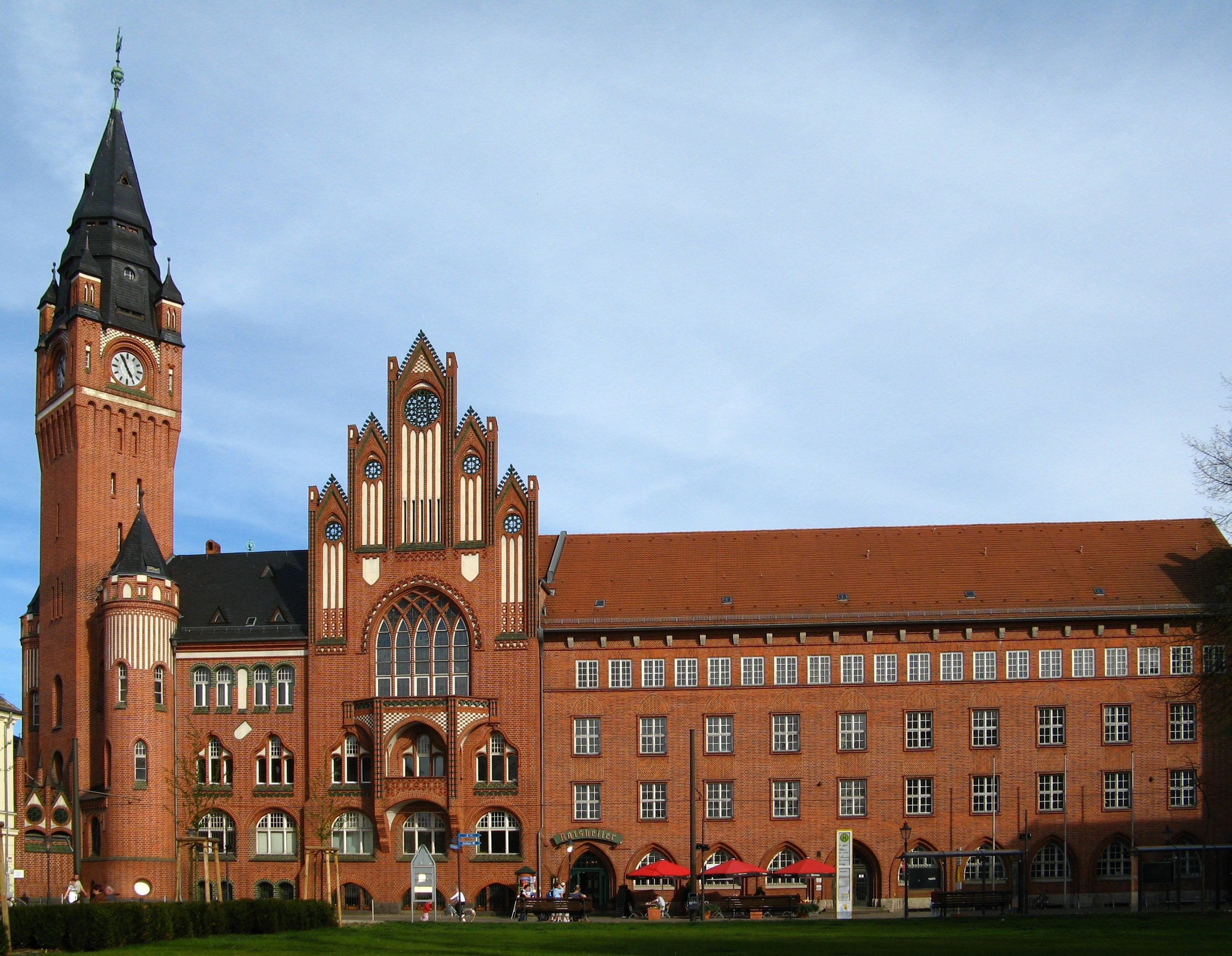
Rathaus Köpenick

Im Zuge der Industrialisierung des 19. Jahrhunderts wuchs die Bevölkerung der Stadt Köpenick bis 1919 auf 32.586 Einwohner. Bekannt wurde die Stadt Köpenick insbesondere durch den Schuhmacher Friedrich Wilhelm Voigt, der durch einen kecken Streich im Jahre 1906 als „Hauptmann von Köpenick“ bekannt wurde.
Am 1. Oktober 1920 wurde im Rahmen der Bildung von Groß-Berlin aus den folgenden Gemeinden und Gutsbezirken der 16. Verwaltungsbezirk von Berlin gebildet:
- Stadt Köpenick
- Gemeinde Friedrichshagen
- Gemeinde Rahnsdorf
- Gemeinde Müggelheim
- Gemeinde Schmöckwitz
- Gemeinde Bohnsdorf
- Gemeinde Grünau
- Gutsbezirk Köpenick-Forst
- Gutsbezirk Grünau-Dahmer Forst

Im Jahr 1920 hatte der neue Bezirk 56.910 Einwohner. Seit 1. Januar 1931 wird Köpenick mit „K“ geschrieben.
Im Juni 1933 war Köpenick unter dem nationalsozialistischen Regime Schauplatz der Köpenicker Blutwoche. Bei der Änderung der Bezirksgrenzen im Jahre 1938 kam Bohnsdorf zum Bezirk Treptow, während die Wuhlheide und Oberschöneweide aus dem Bezirk Treptow zum Bezirk Köpenick kamen. Die Einwohnerzahl des Bezirks stieg durch die Grenzänderungen um 23.119 und die Fläche des Bezirks erhöhte sich um 339 Hektar.
Zum Ende des Zweiten Weltkriegs wurde Köpenick am 23. April 1945 von sowjetischen Streitkräften eingenommen. Der Bezirk wurde anschließend Teil des Sowjetischen Sektors von Berlin und gehörte somit bis 1990 zu Ost-Berlin.
Der Bezirk Köpenick hatte mit 12.776 Hektar, das waren 14,3 Prozent der Fläche Berlins, die größte Ausdehnung aller Berliner Bezirke. Mit seinen zuletzt rund 116.000 Einwohnern, 3,3 % der Bevölkerung Berlins, war der Bezirk Köpenick am dünnsten besiedelt. 2001 wurde der Bezirk mit dem Bezirk Treptow zum neuen Bezirk Treptow-Köpenick. zusammengeschlossen.
Siehe auch Berlin-Köpenick, mit Details zur Geschichte der Stadt Köpenick.

## Einwohnerentwicklung
| Jahr | Einwohner |
| ---- | --------- |
| 1920 | 056.910   |
| 1925 | 065.754   |
| 1933 | 088.517   |
| 1939 | 120.446   |
| 1946 | 113.851   |
| 1950 | 119.083   |
| 1955 | 115.200   |
| 1960 | 116.319   |

| Jahr | Einwohner |
| ---- | --------- |
| 1965 | 125.832   |
| 1970 | 128.781   |
| 1975 | 130.706   |
| 1980 | 125.364   |
| 1985 | 119.991   |
| 1990 | 109.370   |
| 2000 | 116.404   |

## Politik

### Wahlen zur Bezirksverordnetenversammlung
Stimmenanteile der Parteien in Prozent:

#### 1921–1933
| Jahr | SPD  | DVP  | DNVP | USPD | KPD  | DDP 1) | Zen  | NSDAP |
| ---- | ---- | ---- | ---- | ---- | ---- | ------ | ---- | ----- |
| 1921 | 24,9 | 18,4 | 17,4 | 14,6 | 12,8 | 05,6   | 02,3 |       |
| 1925 | 30,2 | 05,7 | 19,4 |      | 20,8 | 05,4   | 02,2 | 02,6  |
| 1929 | 26,8 | 05,8 | 16,4 |      | 24,7 | 03,9   | 02,6 | 06,3  |
| 1933 | 19,7 |      | 13,1 |      | 18,5 | 01,4   | 03,0 | 42,4  |

#### 1946
| Jahr | SPD  | SED  | CDU  | LDP  |
| ---- | ---- | ---- | ---- | ---- |
| 1946 | 37,9 | 29,2 | 22,8 | 10,1 |

#### 1992–1999
| Jahr | SPD  | PDS  | CDU  | FDP  | Grüne |
| ---- | ---- | ---- | ---- | ---- | ----- |
| 1992 | 38,0 | 23,2 | 15,2 | 04,0 | 12,4  |
| 1995 | 32,2 | 29,9 | 22,8 | 01,1 | 08,5  |
| 1999 | 30,3 | 33,5 | 26,0 |      | 04,1  |

### Bezirksbürgermeister
| Zeitraum                     | Name                       | Partei                      |
| ---------------------------- | -------------------------- | --------------------------- |
| 1904–1918                    | Georg Langerhans           | Deutsche Fortschrittspartei |
| 1918–1921                    | Ludwig Behnke              | SPD                         |
| Ab 1921 Bezirksbürgermeister |                            |                             |
| 1921                         | Martin Franz               | parteilos                   |
| 1921–1923                    | Unbekannt                  |                             |
| 1923–1929                    | Robert Kohl                | SPD                         |
| 1929–1933                    | Martin Franz               | parteilos                   |
| 1933–1945                    | Karl Mathow                | NSDAP                       |
| 1945–1946                    | Gustav Kleine              | KPD, dann SED               |
| 1946–1948                    | Fritz Bessen               | SPD                         |
| 1948–1951                    | Gustav Kleine              | SED                         |
| 1951–1961                    | Fritz Schiller             | SED                         |
| 1961–1967                    | Herbert Fechner            | SED                         |
| 1967–1989                    | Horst Stranz               | SED                         |
| 1989–1990                    | Wilfried Engel             | SED                         |
| 1990–1992                    | Monika Höppner             | SPD                         |
| 1992–2000                    | Klaus Ulbricht             | SPD                         |
| Ab 2001 Bezirksbürgermeister | im Bezirk Treptow-Köpenick |                             |
| 2001–2006                    | Klaus Ulbricht             | SPD                         |
| 2006–2011                    | Gabriele Schöttler         | SPD                         |
| 2011                         | Oliver Igel                | SPD                         |

Quelle: Luisenstädtischer Bildungsverein

## Statistik
- Rund 75 Prozent der Fläche des Bezirks bestanden aus Wald, Wiesen und Gewässern.
- Waldfläche: 6623 ha (etwa die Hälfte des Territoriums)
- Wasserfläche: 2165 ha (gut ein Sechstel des Territoriums)
- Wanderwege: 320 km
- Wasserstraßen: 65 km

## Ortsteile

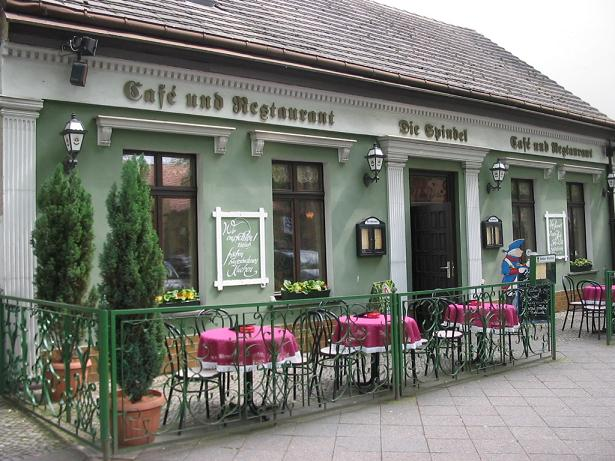
Im Ortsteil Friedrichshagen

Bei der Verwaltungsreform 2001 ist der Bezirk Köpenick mit allen Ortsteilen im neuen Bezirk Treptow-Köpenick aufgegangen.
| Bezirk Köpenick | → | 09   |                                       |
| Oberschöneweide | → | 0909 | Oberschöneweide                       |
|                 |   |      | Wuhlheide                             |
| Köpenick        | → | 0910 | Köpenick                              |
|                 |   |      | Spindlersfeld + Köllnische Vorstadt   |
|                 |   |      | Wendenschloß                          |
|                 |   |      | Kietzer Feld                          |
|                 |   |      | Allendeviertel                        |
|                 |   |      | Altstadt Köpenick                     |
|                 |   |      | Dammvorstadt + Dammfeld               |
|                 |   |      | Uhlenhorst + Wolfsgarten + Elsengrund |
| Friedrichshagen | → | 0911 | Friedrichshagen                       |
|                 |   |      | Hirschgarten                          |
| Rahnsdorf       | → | 0912 | Rahnsdorf                             |
|                 |   |      | Rahnsdorfer-Mühle                     |
|                 |   |      | Hessenwinkel                          |
|                 |   |      | Wilhelmshagen                         |
|                 |   |      | Neu-Venedig                           |
| Grünau          | → | 0913 | Grünau                                |
| Müggelheim      | → | 0914 | Müggelheim                            |
|                 |   |      | Ludwigshöhe                           |
|                 |   |      | Siedlung Schönhorst                   |
|                 |   |      | Siedlung Müggelhort                   |
| Schmöckwitz     | → | 0915 | Schmöckwitz                           |
|                 |   |      | Karolinenhof                          |
|                 |   |      | Siedlung Schmöckwitz                  |
|                 |   |      | Schmöckwitzwerder                     |
|                 |   |      | Rauchfangswerder                      |